# ماريانا كوخ
ماريان كوش (بالألمانية: Marianne Koch)‏ هي ممثلة ألمانية ، من مواليد 19 أغسطس 1931 في مدينة ميونخ، وشاركت في عدة أفلام ومنها فيلم حقيبة القاهرة.

## وصلات خارجية
- ماريان كوش على موقع IMDb (الإنجليزية)
- ماريان كوش على موقع الموسوعة البريطانية (الإنجليزية)
- ماريان كوش على موقع مونزينجر (الألمانية)
- ماريان كوش على موقع قاعدة بيانات الأفلام العربية
- ماريان كوش على موقع ألو سيني (الفرنسية)
- ماريان كوش على موقع تيرنر كلاسيك موفيز (الإنجليزية)
- ماريان كوش على موقع أول موفي (الإنجليزية)
- ماريان كوش على موقع قاعدة بيانات الأفلام السويدية (السويدية)
- ماريان كوش على موقع إن إن دي بي (الإنجليزية)
- ماريان كوش على موقع ديسكوغز (الإنجليزية)